# Тиндала (Жетисайський район)
Тиндала́ (каз. Тыңдала) — село у складі Жетисайського району Туркестанської області Казахстану. Входить до складу Атамекенського сільського округу.
У радянські часи село називалось Отділення № 3 совхоза імені 40 ліття Узбецької ССР або Цілина, перебувало у складі Узбецької РСР.
Населення — 164 особи (2021; 281 у 2009, 225 у 1999, 297 у 1989).